# Martin Pernemyr
Martin Valter Pernemyr (pseud: Martin Perne), född 2 augusti 1904 i Gällivare, död 30 januari 1990 i Karl Johans församling i Göteborg, var en svensk författare.
Pernemyr, född som son till fabriksarbetaren Erik Pettersson och Emma Karlsson, hade en rikhaltig produktion av främst historisk skönlitteratur. Han var medlem av Sveriges Författarförbund och hans hobbies utgjordes bland annat av jakt, fiske, schack och måleri.
Han ingick 1939 äktenskap med Karin Andersson (1911–1996). Paret fick inga barn. Pernemyr godkändes som nytt släktnamn 1946.
Martin Pernemyr är gravsatt i minneslunden på Västra kyrkogården i Göteborg.